# Luigi Caruso
Pour les articles homonymes, voir Luigi Caruso (homme politique) et Caruso (homonymie).
Luigi Caruso (né à Naples, le 25 septembre 1754 – mort le 15 novembre 1823 à Pérouse) est un compositeur italien.

## Biographie
Il a étudié la musique au Conservatoire de la Pietà dei Turchini à Naples, où son professeur était Nicola Sala. Après avoir fini ses études, à 19 ans, il fait ses débuts comme compositeur d'opéra avec le Barone di Trocchia, donnée dans sa ville natale pendant le carnaval de 1773. Il a continué l'année suivante en faisant représenter à Londres, son premier drame musical, Artaserse. Le 15 mars 1788, il a été nommé maître de chapelle de la cathédrale de San Lorenzo de Pérouse, poste qu'il a conservé jusqu'à sa mort, sauf pendant une courte période. Il est incertain cependant qu'il a été directeur de la chapelle à Urbino entre 1808 et 1810. Tout au long de sa vie, il a constamment voyagé en Italie, au Portugal, en France et en Allemagne pour mettre en scène ses œuvres.
Caruso a écrit un grand nombre d'opéras, soit opere serie soit opéras-comiques. Ses opéras-comiques ne sont parfois que des remaniements de quelques-unes de ses compositions précédentes. Il a refusé totalement les nouvelles innovations du Romantisme et est resté lié à la vieille école Napolitaine.

## Œuvres

### Opéras
Caruso a écrit 64 opéras; l'année et la ville font référence à la première représentation.
- Il barone di Trocchia (livret de Francesco Cerlone, 1773, Naples)
- L'innocente fortunata (dramma giocoso, 1774, Livourne; écrit en collaboration avec Giovanni Paisiello)
- Artaserse (dramma per musica, livret de Pietro Metastasio, 1774, Londra)
- La lavandaia astuta (dramma giocoso, livret de Pietro Chiari, 1775, Livourne)
- Il padre della virtuosa (dramma giocoso, livret de Giovanni Bertati, 1776, Trieste)
- La caffettiera di spirito (dramma giocoso, 1777, Brescia)
- Il cavaliere Magnifico (dramma giocoso, livret de Nicola Tassi, 1777, Florence)
- La creduta pastorella (dramma giocoso, 1778, Rome)
- L'americana in Italia (dramma giocoso, livret de Frediano (ou Frediani), 1778, Rome)
- Il tutore burlato (1778, Bologne)
- L'amore volubile (dramma giocoso, livret de Serafino Bellini, 1779, Bologne)
- Scipione in Cartagena (dramma per musica, livret de Serafino Bellini, 1779, Venise)
- L'albergatrice vivace (dramma giocoso, livret de Giuseppe Palomba, 1780, Venise)
- L'arrivo del burchiello da Padova a Venise (dramma giocoso, livret de Gaetano Fiorio, 1780, Venise)
- La locanda di scompiglio (dramma giocoso, 1780, Florence)
- Il fanatico per la musica (dramma giocoso, 1781, Rome; en collaboration avec C. Spontone)
- L'albergatrice rivale (dramma giocoso, 1781, Milano)
- Il marito geloso (dramma giocoso, livret de Giovanni Bertati, 1781, Venise)
- Il matrimonio in commedia (dramma giocoso, livret de Giuseppe Palomba, 1781, Rome)
- L'inganno (commedia, livret de Gaetano Ciliberti, 1782, Naples)
- La gelosia (dramma giocoso, 1783, Rome)
- Il vecchio burlato (dramma giocoso, livret de Giuseppe Palomba, 1784, Naples)
- Gli amanti alla prova (dramma giocoso, livret de Giovanni Bertati, 1783, Venise)
- Gli scherzi della fortuna (intermezzo, 1784, Rome)
- Puntigli e gelosie tra moglie e marito (commedia, livret de Giuseppe Palomba, 1784, Naples)
- Giunio Bruto (dramma per musica, 1785, Rome)
- I tre amanti burlati (dramma giocoso, 1785, Ancona)
- Le parentele riconosciute (dramma giocoso, 1785, Florence)
- Le spose ricuperate (dramma giocoso, livret de Giovanni Bertati, 1785, Venise)
- Il poeta melodrammatico in Parnaso (dramma eroicomico, 1786, Verona)
- Le rivali in puntiglio (dramma giocoso, livret de Filippo Livigni, 1786, Venise)
- Il poeta di villa (farsetta, 1786, Rome)
- Lo studente di Bologne (dramma giocoso, 1786, Rome)
- L'impresario fallito (dramma giocoso, 1786, Palermo)
- Il servo astuto (dramma giocoso, 1786, Gallarate)
- L'antiquario burlato ossia La statua matematica (dramma giocoso, livret de Giovanni Bertati, 1786, Pesaro)
- Alessandro nelle Indie (dramma per musica, livret de Pietro Metastasio, 1787, Rome)
- La convulsione (confusione) (dramma giocoso, livret de Giuseppe Palomba, 1787, Naples)
- Il maledico confuso (dramma giocoso, 1787, Rome)
- Gli amanti disperati (dramma giocoso, 1787, Naples)
- Antigono (dramma per musica, livret de Pietro Metastasio, 1788, Rome)
- Il calabrese fortunato (dramma giocoso, 1788, Cento)
- La sposa volubile ossia L'amante imprudente (intermezzo, 1789, Rome)
- Le due spose in contrasto (dramma giocoso, 1789, Rome)
- La disfatta di Duntalmo, re di Theuta (Duntalamo) (dramma per musica, 1789, Rome)
- Amleto (dramma per musica, livret de F. Dorsene Aborigeno, d'après Jean-François Ducis, 1790, Florence)
- Attalo, re di Bitinia (dramma per musica, livret de Antonio Salvi, 1790, Rome)
- Demetrio (dramma per musica, livret de Pietro Metastasio, 1790, Venise)
- I due fanatici per la poesia (intermezzo, 1791, Florence)
- La locandiera astuta (dramma giocoso, livret de Gaetano Rossi, 1792, Rome)
- Gli amanti ridicoli (dramma giocoso, 1793, Rome)
- Oro non compra amore ossia Il barone di Moscabianca (dramma giocoso, livret de Angelo Anelli, d'après Giovanni Bertati, 1794, Venise)
- Il giocatore del lotto (dramma giocoso, 1795, Rome)
- La Lodoiska (dramma per musica, livret de F. G. Ferrari, 1798, Rome)
- La tempesta (1798, Naples)
- La donna bizzarra (dramma giocso, livret de A. Bernardini, 1799, Rome)
- Due nozze in un sol marito (dramma giocoso, 1800, Livourne)
- Le spose disperate (dramma giocoso, 1801, Rome)
- Il trionfo di Azemiro (1802, Rome)
- Il principe invisibile (dramma giocoso, livret de Giuseppe Carpani, Saint-Pétersbourg, 1802)
- La ballerina raggiratrice (dramma giocoso, livret de B. Mezzanotte, 1805, Rome)
- L'inganno felice (dramma giocoso, livret de Gaetano Ciliberti, 1807, Venise)
- Così si fa alle donne ossia L'avviso ai maritati (dramma giocoso, 1810, Florence)
- Minerva al Trasimeno (festa teatrale, livret de N. Brucalassi 1811, Pérouse)

### Musique sacrée
- Giuditta (oratorio, 1781, Urbino)
- Jefte (azione sacra, livret de Antonio Scarpelli, 1785, Bologne)
- San Tommaso d'Aquino (oratorio, 1788)
- La sconfitta degli Assiri (oratorio, livret de A. Passeri, 1790, Pérouse)
- Cantata pastorale per la festa di Natale (1791, Pérouse)
- Maria Annunziata (componimento dramatico, livret de G. B. Agretti, 1791, Pérouse)
- L'orgolio punito ossia Il trionfo di Davide sopra Golia (oratorio, livret de G. B. Agretti, 1791, Assisi)
- Cantata a due voci in honore della natività di Maria (1792, Pérouse)
- Musica sopra l'agonia di Gesù Cristo (1802)
- Cantata a Maria Santissima del Buon Consiglio (1805, Pérouse)
- Cantata funebre per V. Cesarei (testo di L. Bartoli, 1809, Pérouse)
- Il tempo sopra la verità (testo di L. Bartoli, 1810 Pérouse)
- Cantata per 2 voci e strumenti
- La colpa innocente (oratorio)
- Autre musique sacrée: Hymnes, Graduels, Magnificat, Messes, Offertoires, Requiem, passions et autres œuvres mineures

### Œuvres instrumentales
- 12 danze per mandolino e pianoforte
- Sinfonie
- Sonata in do maggiore per organo

## Source de la traduction
- (it) Cet article est partiellement ou en totalité issu de l’article de Wikipédia en italien intitulé « Luigi Caruso (compositore) » (voir la liste des auteurs).